# Idiots Are People Three!
"Idiots Are People Three" é o terceiro episódio da sexta temporada da série de televisão de comédia de situação norte-americana 30 Rock, e o 106.° da série em geral. Teve o seu argumento escrito por Robert Carlock, co-criador e produtor executivo do seriado, e realizado por Beth McCarthy-Miller. A sua transmissão nos Estados Unidos ocorreu na noite de 26 de Janeiro de 2012 através da rede de televisão National Broadcasting Company (NBC). Dentre os artistas convidados, estão inclusos Marceline Hugot, James Marsden, Will Arnett, Jack Gilpin, e Subhas Ramsaywack. As personalidades Kelsey Grammer, Denise Richards e Thomas Roberts participaram a interpretar versões fictícias de si mesmos.
No episódio, o executivo Jack Donaghy (interpretado por Alec Baldwin) lida com o retorno do seu arqui-inimigo Devon Banks (Arnett) e com o novo relacionamento amoroso da sua amiga Liz Lemon (Tina Fey) com Criss Chros (Marsden). Esta, por sua vez, lida com Tracy Jordan (Tracy Morgan) e o seu protesto em favor dos idiotas e a tentativa do estagiário Kenneth Parcell (Jack McBrayer), Jenna Maroney (Jane Krakowski) e Kelsey Grammer de se safarem depois dos dois primeiros terem acidentalmente envenenado e colocado o produtor Pete Hornberger (Scott Adsit) inconsciente.
Em geral, "Idiots Are People Three" foi recebido com opiniões mistas pela crítica especialista em televisão, que elogiou bastante o desempenho das estrelas convidadas, particularmente o de Grammer. De acordo com os dados publicados pelo sistema de mediação de audiências Nielsen Ratings, o episódio foi assistido em 3,82 milhões de domicílios durante a sua transmissão original norte-americana, e recebeu a classificação de 1,6 e cinco de share no perfil demográfico dos telespectadores entre os 18 aos 49 anos de idade. Arnett foi nomeado a um prémio Emmy do horário nobre pelo seu trabalho no episódio.

## Transmissão e repercussão

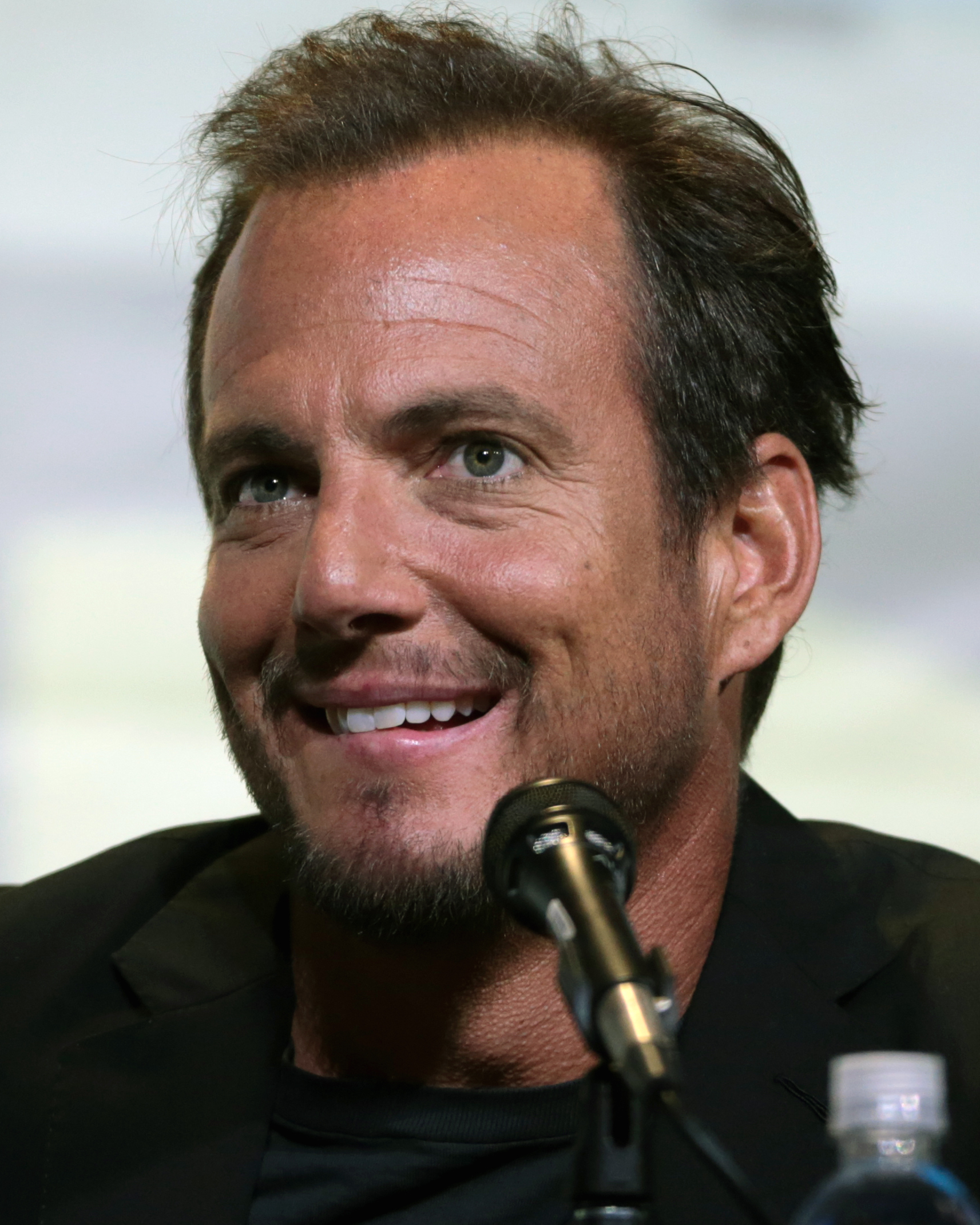
Will Arnett foi nomeado a um prémio Emmy do horário nobre pelo seu trabalho no episódio.

## Produção

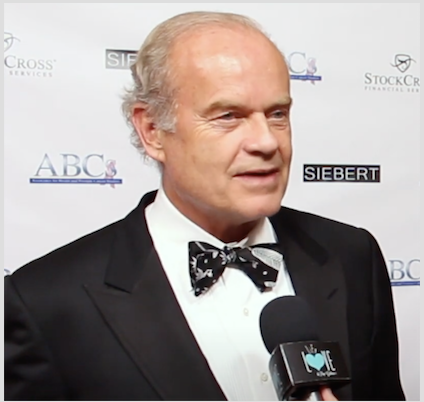
Kelsey Grammer participou de "Idiots Are People Three!".

"Idiots Are People Three" é o terceiro episódio da sexta temporada de 30 Rock. Sendo uma continuação do episódio anterior, "Idiots Are People Two!", teve o seu enredo também escrito pelo produtor exeuctivo Robert Carlock e foi também realizado por Beth McCarthy-Miller, marcando a 21.ª vez que Carlock escreve o argumento para um episódio, e a oitava vez que McCarthy-Miller fica encarregue da realização.
Este episódio marcou a oitava participação do actor Subhas Ramsaywack, intérprete do contínuo homónimo. Na vida real, Ramsaywack era um contínuo que trabalhava nos estúdios Silvercup, local onde 30 Rock é filmado regularmente. Ele fez a sua estreia na quarta temporada e viria a fazer mais uma aparição na sexta, no episódio "Kidnapped by Danger". "Idiots Are People Three" marcou também a terceira participação de Thomas Roberts, apresentador do MSNBC. Roberts fez a sua estreia na quinta temporada em "Everything Sunny All the Time Always", episódio no qual interpretou uma versão fictícia de si mesmo. Em entrevista para o blogue homossexual Towlerode em 2011, Roberts afirmou que "esperava ter um papel recorrente" no seriado, ansiando que "Liz Lemon desenvolva uma paixoneta por mim apenas para [mais tarde] descobrir que eu jogo para a outra equipa." Ele viria a participar de mais três episódios da sexta temporada.

## Enredo
Ao tomar conhecimento que Jack Donaghy (interpretado por Alec Baldwin) é o chefe da sua namorada Liz Lemon (Tina Fey), Criss Chros (James Marsden) dá à ela um ultimato: Jack ou ele. Liz escolhe Criss, mas apenas porque ultimamente tem tido dúvidas sobre o seu namorado pois Jack tem penetrado na sua mente. Enquanto lida com esta situação, Liz tem ainda que enfrentar o "protesto de idiotas" liderado por Tracy Jordan (Tracy Morgan). Eventualmente, consegue chegar a uma espécie de acordo com ele, indo ao ponto de ler um pedido de desculpas escrito por ele direccionado a todos os idiotas na televisão ao vivo. Enquanto lia, Liz apercebe-se que deseja continuar com Criss pois ele a faz feliz e, ao ver isto, Jack finalmente aprova o relacionamento e dá à Criss três meses para provar o seu valor.
Entretanto, Jack tem de lidar com o arqui-inimigo Devon Banks (Will Arnett), que propõe parar de fazer ataques à NBC devido aos comentários homofóbicos de Tracy em troca de Jack o ajudar a colocar os seus trigémeos em uma escola privada de prestígio. Então, após pedir favores a alguns conhecidos, o executivo consegue, porém, Devon informa-lhe que, como consequência, Jack não poderá matricular a sua filha Liddy naquela escola pois já usou todos os seus favores. Inicialmente, Jack fica irado, mas, com a ajuda de Tracy, apercebe-se que tal como ele começou como uma pessoa humilde e foi alcançado o poder, a sua filha o poderá também fazer.
Kenneth Parcell (Jack McBrayer) e Jenna Maroney (Jane Krakowski) trabalham com o actor Kelsey Grammer para movimentar o corpo inconsciente do produtor Pete Hornberger (Scott Adsit). Todavia, devido à presença de muita gente nos bastidores do TGS, Kelsey improvisa um desempenho a solo sobre o Presidente Abraham Lincoln. Kenneth e Jenna conseguem levar Pete de volta ao seu gabinete e fazem parecer que este esteve a praticar asfixia autoerótica. A "Gangue dos Melhores Amigos" volta ao camarim de Jenna e celebram com champanhe. Aí, Jenna se apercebe que as luzes do camarim apenas precisavam ser ligadas, e nenhum dos eventos da sua aventura precisariam ter acontecido.